# 1617 w polityce
Wydarzenia polityczne w 1617 roku.
- 6 stycznia - sejm czeski w Pradze: na wniosek cesarza Macieja I, pomimo opozycji stanów protestanckich, Ferdynand Styryjski zostaje obwołany królem Czech[1].
- 17 kwietnia - zwycięstwo hiszpańskiej floty dowodzonej przez Juana Ronquillo del Castillo nad holenderskim zespołem Jorisa van Spilbergena w bitwie morskiej w zatoce Hondo uwalnia hiszpańskie Filipiny od holenderskiego zagrożenia[2].
- 29 czerwca - koronacja Ferdynanda Styryjskiego na króla Czech[1].

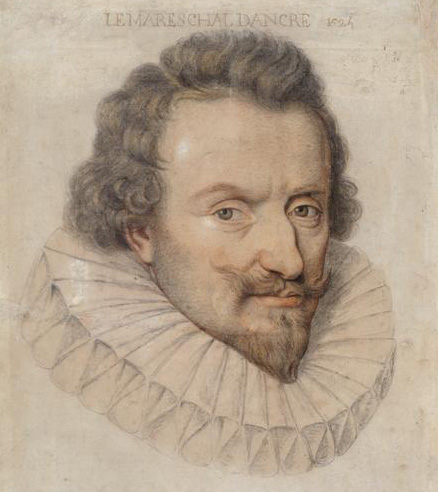
Concino Concini

## Zmarli
- Concino Concini, włoski arystokrata[3].